# Barrera de hielo Shackleton
La barrera de hielo Shackleton (del inglés: Shackleton Ice Shelf) es una extensa plataforma de hielo localizada en la costa este de la Antártida.
Con una superficie de 33.820 km², proyectada hacia el mar alrededor de 145 km en la porción occidental y 64 km hacia el este. La existencia de esta plataforma fue inicialmente conocida por la Expedición Antártica de los Estados Unidos (1838-42), bajo el  mando de Charles Wilkes, que cartografió una parte desde el Vincennes en febrero de 1840. Fue explorada por la Expedición Aurora de Douglas Mawson (1911-14) que la nombró así en honor de sir Ernest Shackleton. La extensión de la plataforma de hielo fue cartografiada con mayor detalle en 1955, utilizando fotografía aérea obtenida por la Armada de los Estados Unidos en la Operación Highjump (1946-47). Posteriores cartografías de la Expedición Soviética de 1956 mostraron que la porción hacia el este del glaciar Scott formaba parte de esta plataforma. 